# Leptotarsus mediocornis
Leptotarsus mediocornis är en tvåvingeart som först beskrevs av Alexander 1944.  Leptotarsus mediocornis ingår i släktet Leptotarsus och familjen storharkrankar.
Artens utbredningsområde är Ecuador. Inga underarter finns listade i Catalogue of Life.